# Audrey Guérit
Pour les articles homonymes, voir Guérit.
Audrey Guérit est une nageuse française née le 1er mars 1976 à Toulouse.
Elle est membre de l'équipe de France aux Jeux olympiques d'été de 1992 à Barcelone, prenant part aux 100 et 200 mètres brasse et au relais 4x100 mètres quatre nages ; elle est dans les trois cas éliminée en séries.
Elle est médaillée d'argent sur 200 mètres brasse aux Jeux méditerranéens de 1991 et médaillée d'or sur 200 mètres brasse aux Jeux méditerranéens de 1993.
Elle est deux fois championne de France de natation sur 100 mètres brasse (été 1990 et hiver 1992) et six fois championne de France de natation sur 200 mètres brasse (étés 1990, 1991 et 1995, hivers 1992, 1993 et 1994).
En club, elle est licenciée au CN Marseille et à l'ASPTT Marseille.